# フルアルプラゾラム
フルアルプラゾラム（英：Flualprazolam）は、ベンゾジアゼピン（BZD）にトリアゾール環を結合させたトリアゾロベンゾジアゼピン（TBZD）系の精神安定剤である。1976年に初めて合成されたが、医薬品として販売されることはなかった。フルジアゼパムのトリアゾロ版とみることができる。その後、デザイナードラッグとして販売されるようになり、2018年にスウェーデンで初めて明確に確認された。アルプラゾラムの2'-フルオロ誘導体、またはトリアゾラムの塩素の代わりにフッ素に置き換わった類似体とみなすことができ、同様の鎮静薬、抗不安薬としての作用を有する。

## 法的位置付け
フルアルプラゾラムはスウェーデンでは禁止されており、イギリスでも違法である。2019年12月、世界保健機関は、フルアルプラゾラムを向精神薬に関する条約のSchedule IV medicationの薬物としてinternational schedulingとするよう勧告した。
アメリカ合衆国では、オレゴン州とバージニア州がフルアルプラゾラムをSchedule Iとした。2022年12月23日、DEAはフルアルプラゾラムを一時的にSchedule I statusとする検討を開始したと発表した。その後、2023年7月25日、DEAは、フルアルプラゾラムを2023年7月26日から2025年7月26日まで一時的にSchedule I controlled substanceにすると予定されているという事前通知を発表した。